# (3736) Rokoske
(3736) Rokoske est un astéroïde de la ceinture principale.

## Description
(3736) Rokoske est un astéroïde de la ceinture principale. Il fut découvert le 26 septembre 1987 à la station Anderson Mesa par Edward L. G. Bowell. Il présente une orbite caractérisée par un demi-grand axe de 3,02 UA, une excentricité de 0,08 et une inclinaison de 11,3° par rapport à l'écliptique.

## Compléments